# Ponnier M.1
Le Ponnier M.1 était un avion de chasse de la Première Guerre mondiale, réalisé en France en 1915 par le constructeur aéronautique Ponnier.

## Variantes
- M.1
- M.2 :

## Opérateurs
France
- Aéronautique militaire

 Belgique
- Aéronautique militaire belge